# Yigoga glaucescens
Yigoga glaucescens är en fjärilsart som beskrevs av Hugo Theodor Christoph 1887. Yigoga glaucescens ingår i släktet Yigoga och familjen nattflyn. Inga underarter finns listade i Catalogue of Life.